# One Shot Festival Volume 2
One Shot Festival vol. 2 è un album compilation di brani che hanno partecipato al Festival di Sanremo, pubblicato dalla Universal su CD (catalogo 025 2 76419 3) nel 2011 e appartenente alla più vasta collana denominata One Shot.

## Il disco
Seconda raccolta della serie One Shot Festival dedicata a canzoni significative proposte in gara, ma anche a brani di ospiti italiani fuori concorso,
eseguite durante le varie ricorrenze annuali della manifestazione sanremese.

## Tracce
L'anno di partecipazione al Festival, indicato insieme al piazzamento ottenuto in classifica, corrisponde sempre a quello di pubblicazione del singolo (per regolamento le canzoni presentate devono essere inedite, pena l'esclusione dalla kermesse) e all'anno dell'album che contiene il brano, altrimenti viene indicato anche l'anno dell'album.

### CD 1
1. Jovanotti – Vasco – 4:16 (testo: Lorenzo Cherubini – musica: Claudio Cecchetto, Luca Cersosimo) – 5º posto Campioni 1989
2. Eros Ramazzotti – Terra promessa – 3:46 (testo: Ramazzotti, Alberto Salerno – musica: Ramazzotti, Renato Brioschi) – Vince Nuove Proposte 1984, 1985
3. Paola & Chiara – Amici come prima – 4:09 (Paola Iezzi, Chiara Iezzi) – Vince Nuove Proposte 1997
4. Vasco Rossi – Vado al massimo – 4:09 (Vasco Rossi) – Finalista 1982
5. Giorgio Faletti – Signor tenente – 3:18 (Giorgio Faletti) – 2º posto Campioni 1994
6. Zucchero Fornaciari e The Randy Jackson Band – Donne – 3:37 (testo: Alberto Salerno – musica: Zucchero) – 21° (penultimo) posto Campioni 1985
7. Ricchi e Poveri – Sarà perché ti amo – 3:11 (testo: Daniele Pace, Enzo Ghinazzi – musica: Dario Farina) – 5º posto 1981
8. Al Bano e Romina Power – Felicità – 3:13 (testo: Cristiano Minellono – musica: Gino De Stefani, Dario Farina) – 2º posto 1982
9. Claudia Mori – Non succederà più (feat. Adriano Celentano) – 4:17 (testo: Bigazzi, Claudia Mori – musica: Bigazzi) – Ospite 1982, no album
10. Daniel Sentacruz Ensemble – Linda bella Linda – 3:43 (testo: Sentacruz, Francesco Specchia – musica: Ciro Dammicco, Querencio) – 8º posto 1976, 1977[1]
11. Loredana Bertè – Re – 3:56 (Armando Mango, Pino Mango) – 9º posto Big 1986
12. Garbo – Radioclima – 3:48 (Renato Abate) – 18º posto Campioni 1984
13. Alberto Camerini – La bottega del caffè – 3:42 (Alberto Camerini) – 16º posto Campioni 1984, no album[2]
14. Pierangelo Bertoli e i Tazenda – Spunta la Luna dal monte (Disamparados) – 3:57 (testo: Bertoli – musica: Gino Marielli) – 5º posto Campioni 1991[3]
15. Denovo – Ma che idea – 4:02 (Luca Madonia) – 24º posto Campioni 1988

### CD 2
1. Francesco Renga – Raccontami... – 3:30 (testo: Francesco Renga – musica: Francesco Renga, Umberto Iervolino) – 6º posto Nuove Proposte 2001
2. Carmen Consoli – Amore di plastica – 4:07 (Carmen Consoli, Mario Venuti) – 8º posto Nuove Proposte 1996
3. Luca Barbarossa – Via Margutta – 4:00 (Luca Barbarossa) – 18º posto Campioni 1986, 1987
4. Milva – Uomini addosso – 4:13 (testo: Valerio Negrini – musica: Roby Facchinetti) – NON finalista Campioni 1993
5. Nicola Di Bari – La prima cosa bella – 3:11 (testo: Mogol – musica: Gian Franco Reverberi, Nicola Di Bari) – 2º posto 1970
6. Marcella – Dopo la tempesta – 4:11 (testo: Alberto Salerno – musica: Gianni Bella) – 4º posto Campioni 1988
7. Donatella Rettore – Amore Stella – 4:03 (testo: Guido Morra – musica: Maurizio Fabrizio) – 13º posto Big 1986 1989
8. Irene Fargo – La donna di Ibsen – 3:58 (testo: Vincenzo Miceli, Gaetano Lorefice – musica: Miceli) – 2º posto Novità 1991
9. Marina Rei – Un inverno da baciare – 4:06 (testo: Marina Rei – musica: Daniele Pinelli) – 7º posto Campioni 1999
10. Alex Baroni – Cambiare – 4:15 (testo: Baroni – musica: Marco D'Angelo, Massimo Calabrese, Marco Rinalduzzi) – Finalista Nuove Proposte 1997
11. La Bottega dell'Arte – Più di una canzone – 3:53 (Piero Calabrese, Romano Musumarra) – Finalista 1980
12. Ladri di Biciclette – Ladri di biciclette – 3:38 (Paolo Belli) – NON semifinalista Nuovi 1989
13. Michele Zarrillo – La notte dei pensieri – 5:33 (testo: Luigi Lopez, Luigi Albertelli, Daniele Baima Besquet – musica: Lopez, Zarrillo) – Vince Nuove Proposte 1987, no album
14. Scialpi – Bella età – 4:14 (testo: Franco Migliacci – musica: Giovanni Scialpi, Roberto Zaneli) – 16º posto Big 1987, no album
15. Maria Pia & SuperZoo – Tre fragole – 3:57 (testo: Gianni Colonna – musica: Colonna, Francesco Roccia) – 15° (penultimo) posto Giovani 2003